# Nistor Sandro
Nistor Sandro (Rumania, 17 de septiembre de 1974) es un gimnasta artístico rumano, medallista de bronce mundial en 1995 en el concurso por equipos.

## 1995
En el Mundial de Sabae 1995 gana el bronce en equipos, tras China (oro) y Japón (plata), siendo sus compañeros de equipo: Dan Burinca, Adrian Ianculescu, Cristian Leric, Nicu Stroia, Marius Urzica y Nicolae Bejenaru.